# キャロル・ケイ
キャロル・ケイ(Carol Kaye、1935年3月24日 - ）は、アメリカ合衆国の女性ベーシスト、ギタリスト、スタジオ・ミュージシャン、教育者。アメリカ合衆国ワシントン州エヴァレット出身。1950年代から1970年代半ばにかけて活躍した。
2020年、ローリング・ストーン誌が選んだ「史上最高のベーシスト50選」で第5位。

## 来歴
ミュージシャンの両親の下に生まれ、10代からプロのジャズ・ギタリストとして活躍。1960〜1970年代には、ロサンゼルスのセッション・ミュージシャンとして、「1万曲以上のレコーディングに参加」といわれている。彼女は、リッチー・ヴァレンスの「ラ・バンバ」でリズム・ギターを担当している。またブライアン・ウィルソンに気に入られ、彼はキャロル・ケイが多くの曲でベースを演奏していたことを認めている。彼女は『ペット・サウンズ』『スマイル』などでも演奏していた。当時のヒットソング、映画音楽でその演奏を聴くことができる。1970年代から音楽教育の道に進み、多くの出版物を刊行。大学の教壇にも立ち後進を育成した。
1960年代中期以降、デトロイトに拠点を置くモータウンからハリウッドのスタジオに仕事が入るようになり、LA musicians union（LAで活動するミュージシャンの印税・年金等を管理する労働組合）に所属していたキャロル・ケイをはじめとする多くのセッション・ミュージシャン（後にレッキング・クルーといわれる）がレコーディングに参加。モータウンは1972年に本社を西海岸ロサンゼルスに移転するが、実は1960年代初頭から支所をロザンゼルスに設置していた。キャロル・ケイは、西海岸録音のモータウン楽曲でベースパートのほとんどをプレイした。
ただし、ジェームス・ジェマーソンらのプレイしたいわゆる「モータウン・サウンド」と、キャロル・ケイらが演奏した曲では、はっきり曲調が異なり、聴き分け可能なほどである。キャロル・ケイは、組合の支払調書などからスプリームス、フォー・トップス、マーヴィン・ゲイ&タミー・テレル、テンプテーションズらの一部の曲でプレイしたことが証明されており、他にポップスのサイモン&ガーファンクル、フランク・シナトラ、バーブラ・ストライサンド、モンキーズの曲でも演奏をおこなった。過重労働を防ぐ組合の規約により、ミュージシャンはトラックダウン作業に参加できなかったため、どの曲に自分の演奏が使われたのかわからないのが実情という。実際は、支払調書で証明されたもの以外でも様々な曲のバッキングをつとめたものと見られる。
1970年代以降、ジェームス・ジェマーソンとは面識があったようで、ロサンゼルスに転居した彼を丁重に迎え入れたとジョー・パスのアルバム『ベター・デイズ』のライナーノーツで語っている。
多くのヒット曲に関わったが、1970年代の半ばで一線を退いて以来、一部の関係者に知られるのみで、長く無名の存在であった。そんな彼女に転機をもたらしたのは、アカデミー賞を受賞した映画『永遠のモータウン』だった。作中、ハリウッド録音の楽曲がデトロイトのハウスバンド、ファンク・ブラザーズの演奏として紹介されたことに異議を唱え、レッキング・クルーや自身の功績を積極的にアピール。当初は風当たりが強かったものの、カナダで彼女の経歴を伝えるドキュメンタリー番組『First Lady of Bass』が放映される。また、モータウン以外の様々な音楽的功績が改めて評価されたこともあり、アメリカで幾多の音楽賞を受賞した。レッキング・クルーについてもドキュメンタリー映画が製作されている。
私生活では愛猫家である。2012年末の時点で、黒猫のRocky、三毛猫のTessを飼っている。以前は黒猫のJoeを飼っていた。

## ギタリストとして
1949年から、ロサンゼルスのジャズクラブでプロ活動をスタート。Bob Neal's jazz groupほか、当時のトップバンドに所属。1957年に、サム・クックのレコーディングに参加して以来、スタジオ・ミュージシャンの道に進む。代表曲はザ・ビーチ・ボーイズの「サーフィン・U.S.A.」。フランク・ザッパのバンドにも一時期加入しており、『フリーク・アウト!』では12弦ギターを演奏。しかし、歌詞の内容を巡る見解の相違からバンドを去っている。

### 使用機材
- エンペラー（エピフォン）
- RG321（アイバニーズ） ※カスタムネック & セイモアダンカン Alnico Pro II P/U,
- SG（ギブソン）
- Benson Flats Strings for Jazz playing（トーマスティック・インフェルト）

## ベーシストとして
1963年に、キャピトル・レコードのコンサートで偶然に代役を務めたことがきっかけでベースを演奏。そのプレイは高く評価され、以後、ベーシストとしての仕事が中心になる。商業音楽では、レイ・チャールズ、ザ・ビーチ・ボーイズ、モータウン関連アーティストほか当時のビルボードにランクインしたヒットソングの一部で演奏。また、テレビ・映画音楽でもクインシー・ジョーンズ、ラロ・シフリンなどのもとで膨大な数のレコーディングに参加している。
ギターと同様にピックで演奏する。ティアドロップタイプの細くて厚みのある専用ピックを愛用。肘を軸にしながら、ネックエンド部分をオルタネイトでピッキング。フラット弦を愛用していることもあり、芯のあるピック弾きながら温かく深みのある音色を奏でる。ピッキングのリズムは正確で、非常に速いフレーズを力強く巧みに弾きこなす。自らその演奏法をflared flat picking（炸裂するピック弾き）と命名。とりわけ、クインシー・ジョーンズの仕事ではカットタイム（倍速で演奏すること）を要求されることが多く、当時の現役ベーシストとしては最も速く演奏できたといわれる。音楽的にはジャズやラテンロック（ブーガロ）の影響が強く、ラインを構築するさいはジャズのコーダル・ノートを重視する。そのフレーズはほかの楽器や歌とのアンサンブルにおいて、良いハーモニーを生み出した。

### 使用機材
長年、フェンダーのプレシジョンベースを愛用。1960〜1970年代は多忙のため弦の張り替えもままならず、スタジオの近所にある楽器店で定期的にベースごと買い替えていた。同じフェンダーでもジャズベースはネックが手に馴染まないことから、プレシジョンベースを主に使用した。後年はアイバニーズのエンドーサーとなり、SRX700を使用。
ブリッジサドルの真上の位置で弦にスポンジを被せテープで止める事で、ピッチが比較的変わらない状態にしてミュートを施している。
- プレシジョンベース（フェンダー）
- EB-0（ギブソン）
- スティーヴ・ベイリー・モデル（アリア）
- SRX700（アイバニーズ）
- Jazz Flats strings（トーマスティック・インフェルト）
- GK MB150S-iii Amp（ギャリエンクルーガー）
- Promethean P500 HC Amp（アイバニーズ）

## 教育者としての活動ほか
1969年に、世界初のエレクトリックベース教則本『How To Play The Electric Bass』を上梓。この書名がきっかけとなり、それまでアメリカで“フェンダーベース”といわれていたベースギターの呼称が“エレクトリックベース”に変わった。以後、『Electric Bass Lines』シリーズなどを刊行、累計発行部数は公称50万部以上に昇り、スティング、ジョン・ポール・ジョーンズ、ジャコ・パストリアス、ネイザン・イースト、クリスチャン・マクブライドらが手にしたという。後年はUCLAの教壇に立ったほか、多くのセミナーを開催。『Bassics Magazine』誌ではコラムを担当していた。また、楽器メーカーのアドバイザーとして、ギブソン・グラバーベースのスライド式ピックアップシステムを考案している。